# 佐伯真守
佐伯 真守（さえき の まもり）は、奈良時代の貴族。姓は宿禰。官位は従四位上・大蔵卿。

## 経歴
天平宝字8年（764年）藤原仲麻呂の乱後間もなく、従五位下に叙爵。天平神護3年（767年）従五位上・常陸介に叙任される。
光仁朝に入り、宝亀3年（772年）正五位下・兵部少輔次いで兵部大輔に叙任され京官に復すが、宝亀10年（779年）河内守として再び地方官を務める。
天応元年（781年）正五位上、延暦2年（783年）には従四位下と桓武朝初頭に続けて昇叙される。造東寺次官を経て、延暦8年（789年）従四位上に至る。延暦10年（791年）大蔵卿に任ぜられるが、同年11月3日に卒去。最終官位は大蔵卿従四位上。

## 官歴
『続日本紀』による。
- 時期不詳：正六位上
- 天平宝字8年（764年） 10月7日：従五位下
- 天平神護3年（767年） 2月4日：従五位上。8月11日：常陸介
- 宝亀3年（772年） 正月3日：正五位下。9月29日：兵部少輔。11月1日：兵部大輔、造東寺次官
- 宝亀10年（779年） 9月28日：河内守
- 天応元年（781年） 11月15日：正五位上
- 延暦2年（783年） 正月16日：従四位下
- 延暦4年（785年） 正月15日：造東寺長官
- 延暦8年（789年） 正月6日：従四位上
- 延暦10年（791年） 7月4日：大蔵卿。11月3日：卒去（大蔵卿従四位上）